# Марина Сати
Марина Сати (грч. Μαρίνα Σάττι, Атина, 26. децембар 1986) је грчка певачица, текстописац, глумица и музички продуцент. Њена музика комбинује традиционалне грчке, арапске и балканске звуке са урбаним елементима, ритмом и продукцијом.

## Биографија
Сати је рођенa у Атини од оца Суданског Арапина и мајке Гркиње из Хераклиона на Криту. Њени родитељи су се упознали на Медицинском факултету у Атини где су студирали. Одрасла је у Ираклиону, а као дете је током лета одлазила у Судан. Она има брата који живи у Енглеској и полусестру из другог брака њеног оца са другом женом, при чему се он вратио у Судан и касније преселио у Египат. 
Почела је да вежба класични клавир у раном детињству, а класичну вокалну обуку пролази у средњој школи. Уписала је Национални технички универзитет у Атини, студије архитектуре. Године 2010. завршила је два семестра из џез композиције, као и из савременог писања и продукције на Берклију кроз стипендију  Међу њеним наставницима на Берклију били су Џејми Хадад и Данило Перез.
Марина је била део Европског џез оркестра ЕБУ-а. Наступала је и као певачица у Центру Џон Ф. Кенеди у Вашингтону. Марина је 2016. основала Fonés, женску акапела групу која изводи традиционалне полифоне песме. Наступали су на местима као што су Античко позориште у Епидауру, Одеон Херодес Атикус, Атинска концертна дворана и Културни центар Фондације Ставрос Ниархос. У мају 2022. објавила је свој деби албум YENNA, након објављивања уследила је европска турнеја која је трајала преко 4 месеца.
Дана 24. октобра 2023. проглашена је за представника Грчке на Песми Евровизије 2024. године са песмом Zari.

## Дискографија

### Албуми
- Yenna (2022)
- P.O.P. (2024)
- POP TOO (2025)

### Синглови
- Ygro fili
- Mia fora
- Ena kalokairi
- Argosvineis moni
- Under the Stars
- Koúpes
- Nifada
- Mantissa
- Pali
- Ponos krifos
- Yiati pouli m' (Den kelaidis)
- Zeimbekiko II
- Tucutum
- Zari
- Lalalala
- Ah thalassa
- Anatoli
- Lola
- Epano sto trapezi
- Ela ela (feat. Saske)
- Autokinhto
- Blouzaki
- Kavourakia (feat. Locomondo)
- Bye Bye (feat. Negros Tou Moria)
- Igaga!
- Pop (all the voices in my head)

## Позориште
Сати је радила као глумица и композиторка музике за Народно позориште Грчке, Грчку националну оперу, Атински фестивал и друге. 
| Позориште | Позориште           | Позориште    |
| Година    | Наслов              | Реф.         |
| --------- | ------------------- | ------------ |
| 2013      | Trachiniae          | [ 9 ] [ 10 ] |
| 2013      | Daimones            | [ 9 ]        |
| 2014      | Шрек, мјузикл       | [ 9 ]        |
| 2014      | Хиполит             | [ 11 ]       |
| 2015      | Јасон и Златно руно | [ 12 ]       |
| 2015      | Ecclesiazusae       | [ 13 ]       |
| 2016      | West Side Story     | [ 14 ]       |
| 2016      | Гуливерова путовања | [ 9 ]        |
| 2019      | Whispers            | [ 9 ]        |